# Ujedinjenje Italije
Risorgimento (talijanski) je bio pokret za ujedinjenjem Italije revolucionarnim putem u 19. stoljeću. Stvaranje Kraljevine Italije bio je rezultat napora talijanskih nacionalista i savojskih monarhista za stvaranjem ujedinjenog kraljevstva koje bi obuhvaćalo cijeli Apeninski poluotok. Zadnja takva država bilo je Rimsko Carstvo.
Dvije najistaknutije i najradikalnije osobe ovog pokreta su Giuseppe Mazzini i Giuseppe Garibaldi, dok uz njih stoje umjereniji i konzervativniji grof Cavour i Viktor Emanuel II., koji je postao prvim kraljem Ujedinjene Italije.

## Stvaranje Kraljevine Italije
- 1859.
- 1860.
- 1861.
- 1870.

Italija je i nakon 1848. godine ostala podijeljena, no svijest o pripadnosti jednoj naciji je sve više jačala među Talijanima. Također, zbog jakog gospodarskog razvoja u sjevernoj Italiji, potreba za jedinstvenim tržištem, tj. za ujedinjenjem talijanskih država se pojačavala. 
Kraljevina Sardinija (Pijemont) bila je gospodarski najrazvijenija. Zbog toga je grof Camillo Benso di Cavour, pijemontski predsjednik vlade, nastojao, uz pomoć Francuske, sjediniti talijanske države. Kada su se Napoleon III. i Cavour odlučili na rat protiv Austrije, Lombardija i Venecija su trebale pripasti Pijemontu, a Nica i Savoja Francuskoj. God. 1859. kod Solferina Austrija je poražena. Kraljevina Sardinija je uspješno pobijedila Austriju u Drugom ratu za nezavisnost Italije čime je Kraljevstvo Lombardije i Venecije oslobođeno austrijske vlasti. U Krimskom ratu je kraljevina zadobila kao saveznike Britaniju i Francusku koji su joj pomogli u ostvarenju mogućnosti ujedinjenja Italije. Budući da je Sardinija ovisila o francuskoj zaštiti, 1860. je ustupila Francuskoj dio teritorija kako bi održala povoljne odnose. Napoleon se iznenadno povukao iz rata, te su Talijani, nezadovoljni time, razvrgli savez s Francuskom. U isto vrijeme u Parmi, Modeni i Toskani dolazi do ustanka i one se 1860. priključuju Pijemontu. Nastavljaju se revolucionarni pokreti i težnje talijanskih država za sjedinjenje s Kraljevinom Sardinijom. 
God. 1860. u Napuljskom Kraljevstvu izbija ustanak na čije čelo staje Giuseppe Garibaldi. Tako je srušena apsolutna vlast Burbona u Napulju. Da bi pokušao umanjiti značaj Garibaldijevog republikanskog pokreta za ujedinjenje, Cavour organizira pobune u Papinskoj državi, te kasnije iskorištava te pobune kao izgovor za napad na tu zemlju. Iako je ovaj napad izazvao nezadovoljstvo među katolicima, Cavour je invaziju opravdavao kao pokušaj zaštite Rimokatoličke Crkve od protusvećenski nastrojenih Garibaldijevih republikanaca. Na kraju je samo manji dio Papinske države oko Rima ostao pod kontrolom pape Pia IX. Unatoč razlikama, Cavour je 1860. dopustio priključenje Garibaldijeve južne Italije Pijemontu i Sardiniji. Tako je 1861. god. stvorena Kraljevina Italija. 
Kralj Kraljevine Sardinije, Viktor Emanuel II. iz Savojske dinastije proglašen je kraljem Italije.

## Pripajanje Venecije i Papinske države
Nakon ujedinjenja većeg dijela Italije, napetosti između monarhista i republikanaca dosegle su svoj vrhunac. U travnju 1861. Garibaldi je ušao u talijanski parlament optužujući Cavoura za podjelu Italije i spominjući mogući građanski rat između njegovih snaga na jugu i kraljevskih snaga na sjeveru. Dva mjeseca kasnije Cavour umire i tijekom ovog razdoblja političke nestabilnosti Garibaldi biva uhićen 1862. godine.
Godine 1866., pruski premijer Otto von Bismarck nudi Viktoru Emanuelu II. savez s Pruskom u Austrijsko-pruskom ratu. Za uzvrat Pruska bi dopustila pripojenje Venecije Italiji, koja je dotad bila pod austrijskom kontrolom. Time je počeo Treći rat za nezavisnost Italije u kojem slabo organizirana talijanska vojska nije imala previše uspjeha protiv Austrije, ali je zbog pruske pobjede 1866. godine, omogućeno pripajanje Venecije Italiji. Time je jedino Rim ostao izvan ujedinjene Italije. 
Godine 1870., izbio je Francusko-pruski rat, zbog čega su Francuzi povukli svoje snage iz Rima. Pruskom pobjedom nad Francuskom, Italija je dobila mogućnost zauzimanja Papinske države, koja je bila pod francuskom zaštitom. Time je završen proces ujedinjenja Italije, nakon čega je Rim postao prijestolnica jedinstvene države.
Gospodarsko stanje u ujedinjenoj Italije bilo je iznimno loše: industrija i prijevoz su bili loše razvijeni, zemljom je vladalo iznimno siromaštvo (pogotovo u južnom dijelu) i nepismenost, a samo mali broj bogatih Talijana imali su pravo glasa. Pokret ujedinjenja uvelike je ovisio o potpori stranih snaga.
Nakon zauzimanja Rima od francuskih snaga Napoleona III. 1870. godine, odnosi između Italije i Vatikana ostali su napeti idućih šezdeset godina, a pape su sebe smatrali zarobljenicima unutar Vatikana. Rimokatolička Crkva često se protivila odlukama talijanske vlade i pozivala katolike da ne glasaju na izborima. Tek 1929. uspostavljeni su normalni odnosi između Italije i Vatikana.